# Team Jayco-AIS
Das Team Jayco-AIS war ein australisches Radsportteam.
Die Mannschaft wurde 2006 unter dem Namen Southaustralia.com-AIS gegründet und nahm seitdem bis zum Ablauf der Saison 2012 als Continental Team hauptsächlich an der UCI Oceania und Europe Tour teil. 2009 fuhr das Team unter dem Namen Team Jayco-AIS und 2010 mit dem Co-Sponsor Skins. Zur Saison 2013 beantragte das Team keine Continental-Lizenz und wird als national registriertes Radsportteam weiter betrieben.
Das Team wurde von dem Australian Institute of Sport betrieben und gilt als Pool für die besten Radsporttalente Australiens. Bekannte ehemalige Fahrer sind beispielsweise Matthew Goss, Matthew Lloyd, Wesley Sulzberger, Simon Clarke, Travis Meyer, Cameron Meyer, Jack Bobridge, Leigh Howard oder Michael Matthews.
Manager des Teams war Kevin Tabotta und als Sportliche Leiter unterstützen ihn James Victor und Ian McKenzie.
Sponsor war der US-amerikanische Hersteller von Wohnmobilen Jayco, dessen Eigentümer, der australische Geschäftsmann Gerry Ryan, das ProTeam GreenEdge finanziert. Mit dem GreenEdge Cycling Team besteht auch eine Kooperation.

## Saison 2012
Die UCI gab am 26. Januar 2012 bekannt, dass das Team als eines von drei ozeanischen Continental Teams aufgrund seiner Platzierung in einem fiktionalen Ranking zu Saisonbeginn Startrecht zu allen Rennen der ersten und zweiten UCI-Kategorie der UCI Oceania Tour 2012 hat.

### Erfolge in der UCI Europe Tour
| Datum        | Rennen                            | Kat. | Sieger       |
| ------------ | --------------------------------- | ---- | ------------ |
| 1. April     | Trofeo Piva Banca Popolare        | 1.2U | Jay McCarthy |
| 30. April    | 6. Etappe Tour de Bretagne        | 2.2  | Jay McCarthy |
| 19. Mai      | 5. Etappe Olympia’s Tour (EZF)    | 2.2  | Rohan Dennis |
| 14. Juni     | 5. Etappe Thüringen-Rundfahrt     | 2.2U | Rohan Dennis |
| 9.–15. Juni  | Gesamtwertung Thüringen-Rundfahrt | 2.2U | Rohan Dennis |
| 2. September | Memorial Davide Fardelli          | 1.2  | Rohan Dennis |

### Erfolge in der UCI Oceania Tour
| Datum          | Rennen                                              | Kat. | Sieger       |
| -------------- | --------------------------------------------------- | ---- | ------------ |
| 7. Januar      | Australische Meisterschaft – Straßenrennen (U23)    | NC   | Rohan Dennis |
| 10. Januar     | Australische Meisterschaft – Einzelzeitfahren (U23) | NC   | Rohan Dennis |
| 26. Januar     | 2. Etappe New Zealand Cycle Classic                 | 2.2  | Jay McCarthy |
| 25.–29. Januar | Gesamtwertung New Zealand Cycle Classic             | 2.2  | Jay McCarthy |

### Zugänge – Abgänge
| Zugänge          | Team 2011                 | Abgänge               | Team 2012               |
| ---------------- | ------------------------- | --------------------- | ----------------------- |
| Rohan Dennis     | Rabobank Continental Team | Luke Durbridge        | Orica GreenEdge         |
| Michael Freiberg | V Australia               | Michael Hepburn       | Orica GreenEdge         |
| Glenn O’Shea     | Team Jayco-Skins (2010)   | Malcolm Rudolph       | Drapac Cycling          |
| Calvin Watson    | Neoprofi                  | Alex Carver           | Genesys Wealth Advisers |
|                  |                           | Benjamin Dyball       | Genesys Wealth Advisers |
|                  |                           | Richard Lang          | Rapha Condor            |
|                  |                           | Jordan Kerby          | Jayco-Honey Shotz       |
|                  |                           | Mitchell Lovelock-Fay | Jayco-Honey Shotz       |

### Mannschaft
| Name             | Geburtstag        | Nationalität | Team 2013                        |
| ---------------- | ----------------- | ------------ | -------------------------------- |
| Nick Aitken      | 1. Januar 1990    | Australien   |                                  |
| Rohan Dennis     | 28. Mai 1990      | Australien   | Garmin-Barracuda                 |
| Aaron Donnelly   | 27. Februar 1991  | Australien   | Genesys Wealth Advisers          |
| Michael Freiberg | 10. Oktober 1990  | Australien   | Bianchi-Lotto-Nieuwe Hoop Tielen |
| Damien Howson    | 13. August 1992   | Australien   | Jayco-AIS World Tour Academy     |
| Patrick Lane     | 29. August 1991   | Australien   | Team Food Italia Mg K Vis Norda  |
| Jay McCarthy     | 8. September 1992 | Australien   | Team Saxo Bank-Tinkoff Bank      |
| Glenn O’Shea     | 14. Juni 1989     | Australien   | An Post-Sean Kelly               |
| Calvin Watson    | 6. Januar 1993    | Australien   | Team Food Italia Mg K Vis Norda  |

## Platzierungen in UCI-Ranglisten
UCI Asia Tour
| Saison | Mannschaftswertung | Fahrerwertung          |
| ------ | ------------------ | ---------------------- |
| 2008   | 13.                |                        |
| 2009   | 29.                | Leigh Howard (91.)     |
| 2010   | 16.                | Michael Matthews (18.) |
| 2011   | -                  | -                      |
| 2012   | -                  | -                      |

UCI Europe Tour
| Saison | Mannschaftswertung | Fahrerwertung          |
| ------ | ------------------ | ---------------------- |
| 2009   | 61.                | Jack Bobridge (153.)   |
| 2010   | 53.                | Michael Matthews (99.) |
| 2011   | 40.                | Luke Durbridge (145.)  |
| 2012   | 24.                | Rohan Dennis (42.)     |

UCI Oceania Tour
| Saison | Mannschaftswertung | Fahrerwertung          |
| ------ | ------------------ | ---------------------- |
| 2006   | 2.                 | Wesley Sulzberger (7.) |
| 2007   | 3.                 | Wesley Sulzberger (5.) |
| 2008   | 1.                 | Travis Meyer (2.)      |
| 2009   | 16.                | Michael Matthews (39.) |
| 2010   | 1.                 | Michael Matthews (1.)  |
| 2011   | 1.                 | Richard Lang (1.)      |
| 2012   | 1.                 | Nick Aitken (2.)       |

## Sonstiges
Seit 2007 stellt das Team bei den UCI-Straßen-Weltmeisterschaften im Bereich U23 jeweils mindestens einen Medaillengewinner. 2007 holte Wesley Sulzberger die Silbermedaille im Straßenrennen. 2008 errang Cameron Meyer die Bronzemedaille im Zeitfahren. 2009 wurde Jack Bobridge Zeitfahrweltmeister und 2010 gab es sogar jeweils Medaillen im Straßenrennen, als auch im Zeitfahren. Luke Durbridge holte die Silbermedaille im Zeitfahren und Michael Matthews gewann den Titel des Straßenweltmeisters. 2011 wurde diese Serie fortgesetzt mit dem Gewinn der Goldmedaille von Luke Durbridge und der Bronzemedaille von Michael Hepburn, jeweils im Zeitfahren.